# Academic Journal Guide
Der Academic Journal Guide (AJG; früher Academic Journal Quality Guide), umgangssprachlich oft ABS-Liste genannt, ist eine von der britischen Chartered Association of Business Schools herausgegebene einflussreiche Zeitschriftenbewertung für betriebswirtschaftliche Fachzeitschriften. Sie erschien bislang in unregelmäßigen Abständen, zuletzt in den Jahren 2010, 2015, 2018, 2021 und 2024. Ihr deutschsprachiges Pendant ist VHB-Jourqual des Verbandes der Hochschullehrer für Betriebswirtschaft. Der Academic Journal Guide spielt insbesondere im Vereinigten Königreich eine besondere Rolle, wird jedoch auch in anderen, zumeist europäischen, Staaten verwendet. In Deutschland findet sie z. B. in der WHU – Otto Beisheim School of Management sowie an der Leuphana Universität Lüneburg Anwendung.

## Fachgebiete
Der Academic Journal Guide ist nach einer Reihe von Fachgebieten sortiert. Hierzu zählen bspw. „Marketing“, „Accounting“ und „Technology and Operations Management“. Pro Fachgebiet ist ein Komitee für die Bewertung einer Anzahl von Fachzeitschriften zuständig.

## Qualitätsstufen
Im Ergebnis wird eine Fachzeitschrift in die Kategorien „1“, „2“, „3“, „4“ oder „4*“ eingeordnet. Letztere setzen sich aus einer kleinen Gruppe weltweit führender Fachzeitschriften zusammen, darunter z. B. Academy of Management Review, Journal of Operations Management und Journal of Marketing. Im Allgemeinen werden auch Zeitschriften aus den Kategorien „3“ und insbesondere „4“ von den meisten Wirtschaftshochschulen als hochwertig eingeschätzt.

## Kritik
Der Academic Journal Guide war im Laufe der Jahre zum Teil heftiger Kritik ausgesetzt. In einer Erhebung unter britischen Forschern aus dem Jahr 2019 konnten sowohl positive als auch negative Auswirkungen aufgrund der Nutzung des AJG festgestellt werden: So stimmte einerseits die Mehrheit der Befragten den Aussagen zu, dass AJG Forschern dabei hilft, die Qualität der Forschung zu beurteilen die von einem Forscher sowohl (a) innerhalb als auch (b) außerhalb ihres Fachgebiets durchgeführt wird. Andererseits stimmte eine Mehrheit den Aussagen zu, dass es (a) Zeitschriften belohnt, die sich bemühen, „ein US-orientiertes Wissenschaftsmodell zu imitieren“, (b) Forschungsanstrengungen von Debatten wegbewegt, zu denen Forscher gerne beitragen würden, (c) eine „Forschungsmonokultur“ fördert, (d) Forscher dazu veranlasst, sich auf Themen zu konzentrieren, die nur für andere Akademiker und nicht für Praktiker/Politiker von Interesse sind und (e) eine „risikoscheue“ Art der Forschung fördert. Die British Academy of Management äußerte im Jahr 2015: „Wir sind insbesondere besorgt über jede Rangliste, die realitätsnahe Forschung und Erkenntnissen abwertet, und stattdessen auf die Erreichung der Spitze eines Tabellenplatzes abzielt. Betriebswirtschaftliche Forschung muss positive Auswirkungen auf das akademische Wissen und die reale Welt anstreben.“ Es wurde kritisiert, dass die ABS-Liste von US-Zeitschriften mit funktionalistischen und positivistischen Perspektiven dominiert werde, die den Status quo als selbstverständlich ansehen, wenige kritische Fragen zur Unternehmenspraxis stellen und die wichtigsten Fragen von Wirtschaft und Gesellschaft weitgehend ignorieren. Forscher berichteten von schädlichen Auswirkungen dieser Liste auf die Forschung in ihren Disziplinen und kritisierten eine übermäßige Fixierung auf Sternebewertung von Zeitschriften. Es wurde argumentiert, dass der Impact Factor einer Zeitschrift stark durch das Fachgebiet (z. B. „Marketing“, „Accounting“) beeinflusst werden kann, dem sie im Rahmen des Academic Journal Guide zugeordnet ist; jedoch werden Fachzeitschriften nur einem dieser Fachgebiete zugeordnet. Es konnte belegt werden, dass dieses Ranking sich nicht für die Vorhersage des Erfolgs britischer Wissenschaftler im Rahmen des Research Excellence Frameworks eignet.